# Hans Michael Baumgartner

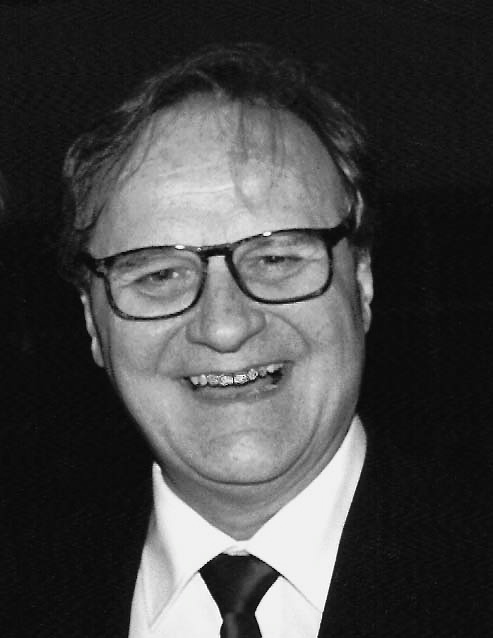
Hans Michael Baumgartner

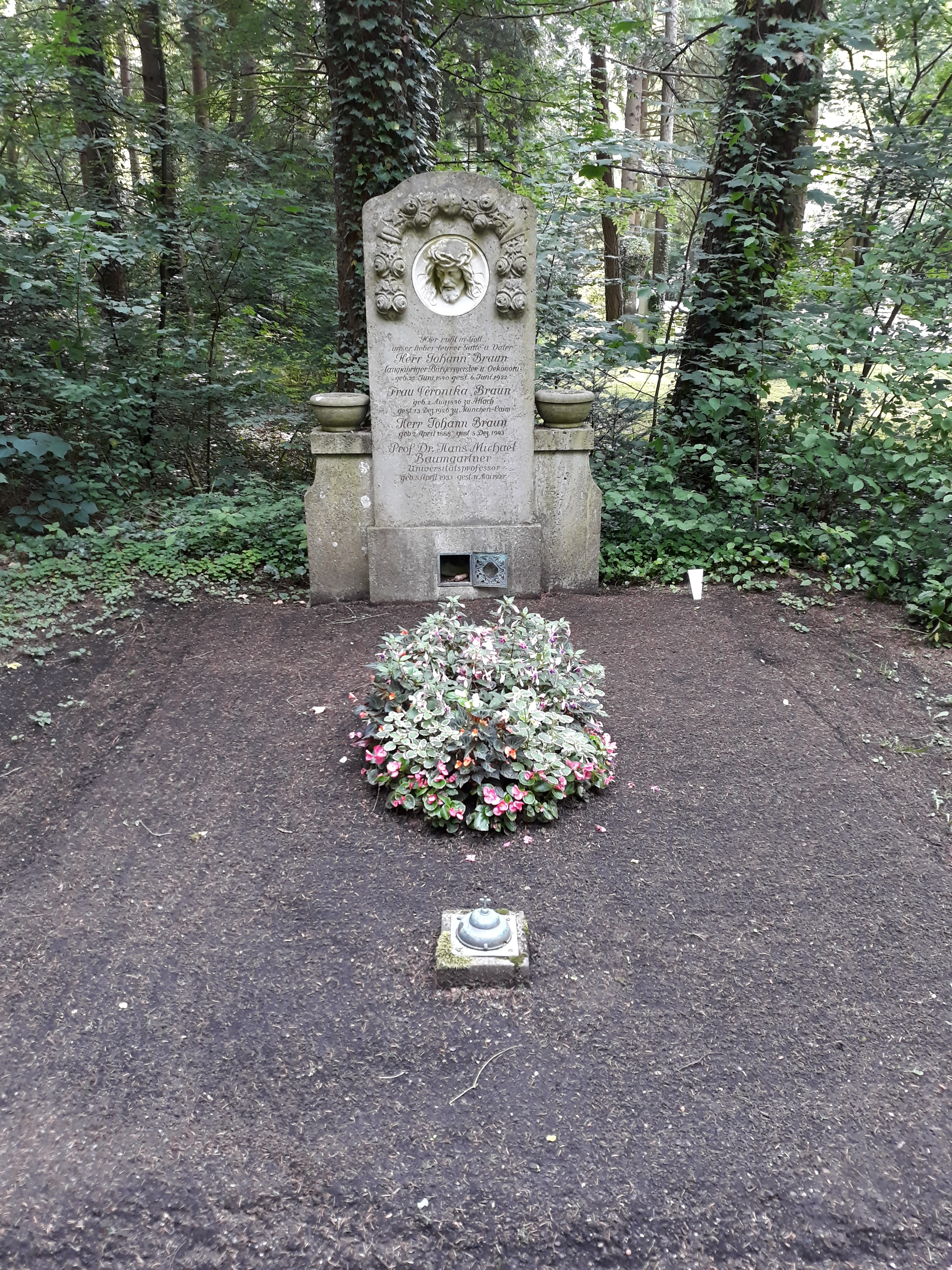
Das Grab von Hans Michael Baumgartner auf dem Waldfriedhof München

Hans Michael Baumgartner (* 5. April 1933 in München; † 11. Mai 1999 in Berg) war ein deutscher Philosoph und Fußballspieler.

## Leben
Baumgartner studierte von 1952 bis 1961 Philosophie, Psychologie, Theologie und Mathematik an den Universitäten München, Frankfurt und Göttingen, zuletzt als Stipendiat des Cusanuswerks. Nach seiner Promotion 1961 bei Reinhard Lauth in München war er bis 1968 Wissenschaftlicher Assistent von Hermann Krings am Philosophischen Seminar der Universität des Saarlandes in Saarbrücken. Seine Habilitation in Philosophie erfolgte 1971 an der Universität München über ein geschichtstheoretisches Thema. Dort war er bis 1976 Dozent für Philosophie. 1976 erhielt er die Stelle eines Professors für Philosophie an der Universität Gießen und wirkte parallel mit Odo Marquard im „transzendentalen Doppelpass“.
Seit 1985 hatte Baumgartner einen Lehrstuhl für Philosophie an der Universität Bonn.
Seine philosophische Position steht in der kritischen Tradition Immanuel Kants und steht gegen den Skeptizismus.

## Wirken
Baumgartner wurde 1971 Mitglied der Schelling-Kommission der Bayerischen Akademie der Wissenschaften und Mitherausgeber der Historisch-Kritischen Schelling-Ausgabe. Er war seit 1978 Leiter der Sektion Philosophie in der Görres-Gesellschaft und war von 1986 bis 1992 Erster Präsident der Internationalen Schelling-Gesellschaft. Von 1989 bis 1999 war Baumgartner für das Philosophische Jahrbuch als Herausgeber tätig.

## Fußball
Während seiner Studentenjahre war Baumgartner Fußballspieler in der Oberliga, zu der Zeit höchste Spielklasse, bei 1860 München in der Saison 1952/53 (20 Einsätze, 3 Tore),  1955/56 bei Eintracht Frankfurt und bei Hannover 96 von 1956 bis 1958 (27 Einsätze, 11 Tore).

## Werke

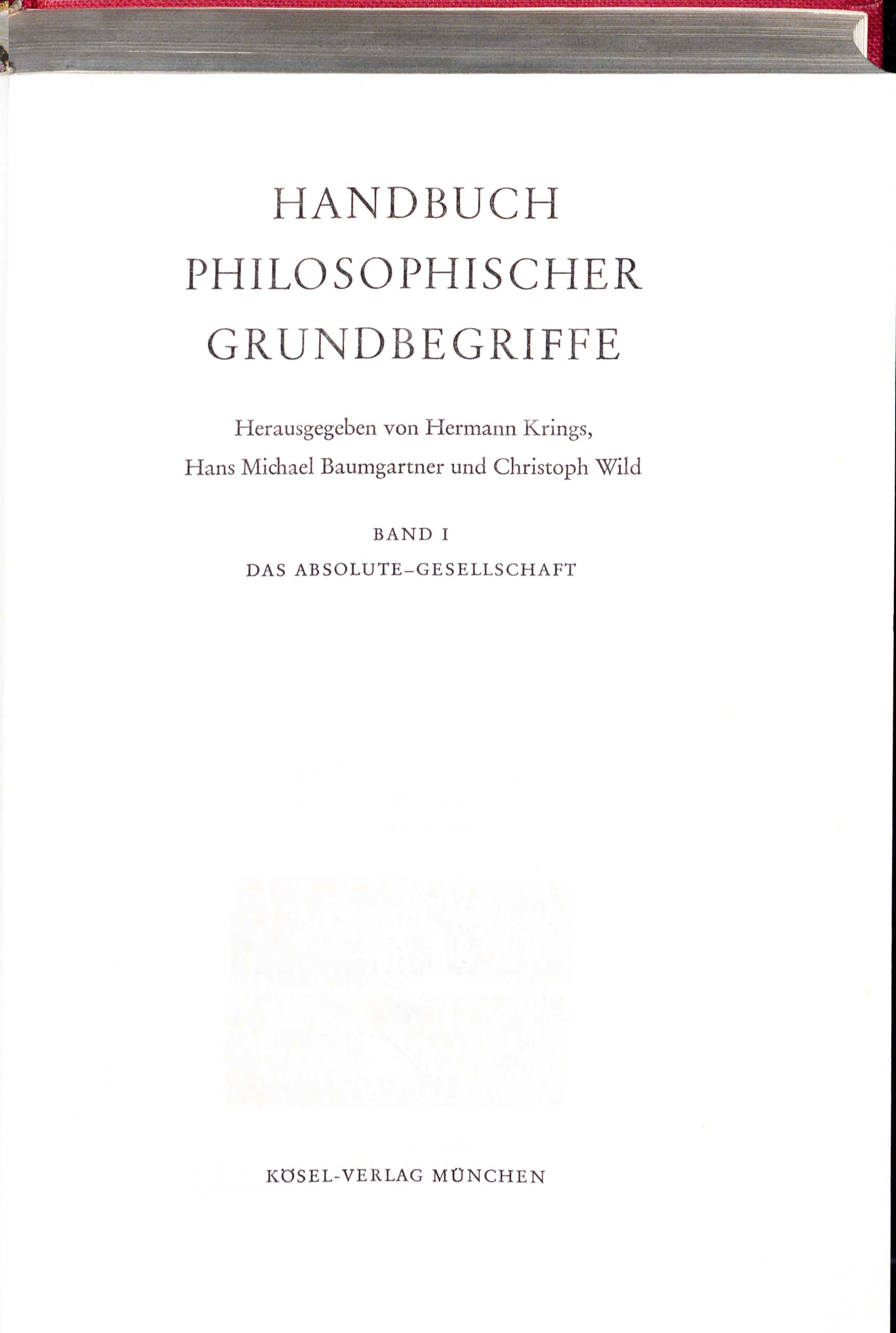
Handbuch philosophischer Grundbegriffe (1973)

- Die Unbedingtheit des Sittlichen, Kösel, München 1962
- J.-G.-Fichte-Bibliographie (mit Wilhelm G. Jacobs), Frommann-Holzboog 1968
- Kontinuität und Geschichte. Zur Kritik und Metakritik der historischen Vernunft, Suhrkamp 1972
- Handbuch philosophischer Grundbegriffe (Hrsg. mit Hermann Krings und Christoph Wild), 3 Bände (Studienausgabe: 6 Bände), Kösel, München 1973
  - auf CD-ROM (PDF-Dateien): 2., vollständig durchgesehene Auflage 2003, ISBN 978-3-936532-22-7.
  - in Nachfolge: Neues Handbuch philosophischer Grundbegriffe. Hrsg. von Petra Kolmer und Arnim G. Wildfeuer. Karl Alber, Freiburg i. Br. / München 2011 ff. Band 1 (A–F). ISBN 978-3-495-48222-3 (195 Autoren behandeln in 215 Abhandlungen Grundbegriffe der Philosophie.)
- Schelling. Einführung in seine Philosophie (Hrsg.), Reihe: Kolleg Philosophie. Verlag Karl Alber, Freiburg i. Br. / München 1975. ISBN 978-3-495-47306-1.
- Seminar: Geschichte und Theorie. Umrisse einer Historik, hrsg. v. Hans Michael Baumgartner u. Jörn Rüsen, suhrkamp Frankfurt/M. 1976, ISBN 3-518-07698-1.
- Philosophie in Deutschland 1945–1975. Standpunkte – Entwicklungen – Literatur (mit Hans-Martin Sass). Verlag Anton Hain, Meisenheim 1978. Athenaeum 1988
- Prinzip Freiheit. Eine Auseinandersetzung um Chancen und Grenzen transzendentalphilosophischen Denkens (Hrsg.). Verlag Karl Alber, Freiburg i. Br. / München 1979. ISBN 3-495-47419-6.
- Kants „Kritik der reinen Vernunft“. Anleitung zur Lektüre. (Reihe: Kolleg Philosophie) Verlag Karl Alber, Freiburg i. Br. / München 1988. 6. Aufl. 2006. ISBN 978-3-495-47638-3.
- Endliche Vernunft. Zur Verständigung der Philosophie über sich selbst. Bouvier Verlag, Bonn und Berlin 1991. ISBN 3-416-02318-8.
- Das Rätsel der Zeit. Philosophische Analysen (Hrsg.). Verlag Karl Alber, Freiburg i. Br. / München 1993. 2. Aufl. 1996. ISBN 978-3-495-47763-2.
- mit Hansjürgen Staudinger (Hrsg.): Entmoralisierung der Wissenschaften? Physik und Chemie, München: Fink und Schöningh 1985, ISBN 978-3-506-72282-9, Reihe Ethik der Wissenschaften, Band 2.
- Zeitbegriffe und Zeiterfahrung (Hrsg.), Band 21 der Reihe Grenzfragen.  Verlag Karl Alber, Freiburg i. Br. / München 1994. ISBN 978-3-495-47799-1.
- Friedrich Wilhelm Joseph Schelling, Beck 1996
- Ist der Mensch absolut vergänglich? Über die Bedeutung von Platons Argumenten im Dialog „Phaidon“. Mit der autobiographischen Beigabe Mein Weg zur Philosophie, Bouvier 1998
- Schellings Weg zur Freiheitsschrift (mit Wilhelm G. Jacobs), Frommann-Holzboog 2001
- Friedrich Wilhelm Joseph Schelling (mit Harald Korten), Beck’sche Reihe; 536. Beck, München 1996
- Die philosophische Gottesfrage am Ende des 20. Jahrhunderts (Hrsg. mit Hans Waldenfels). Verlag Karl Alber, Freiburg i. Br. / München 1999. Studienausgabe 2001. ISBN 978-3-495-47763-2.

## Festschrift
- Grenzbestimmungen der Vernunft. Philosophische Beiträge zur Rationalitätdebatte. Hrsg. von Petra Kolmer und Harald Korten. Verlag Karl Alber, Freiburg i. Br. / München 1994. ISBN 3-495-47756-X.